# Brad Wenstrup

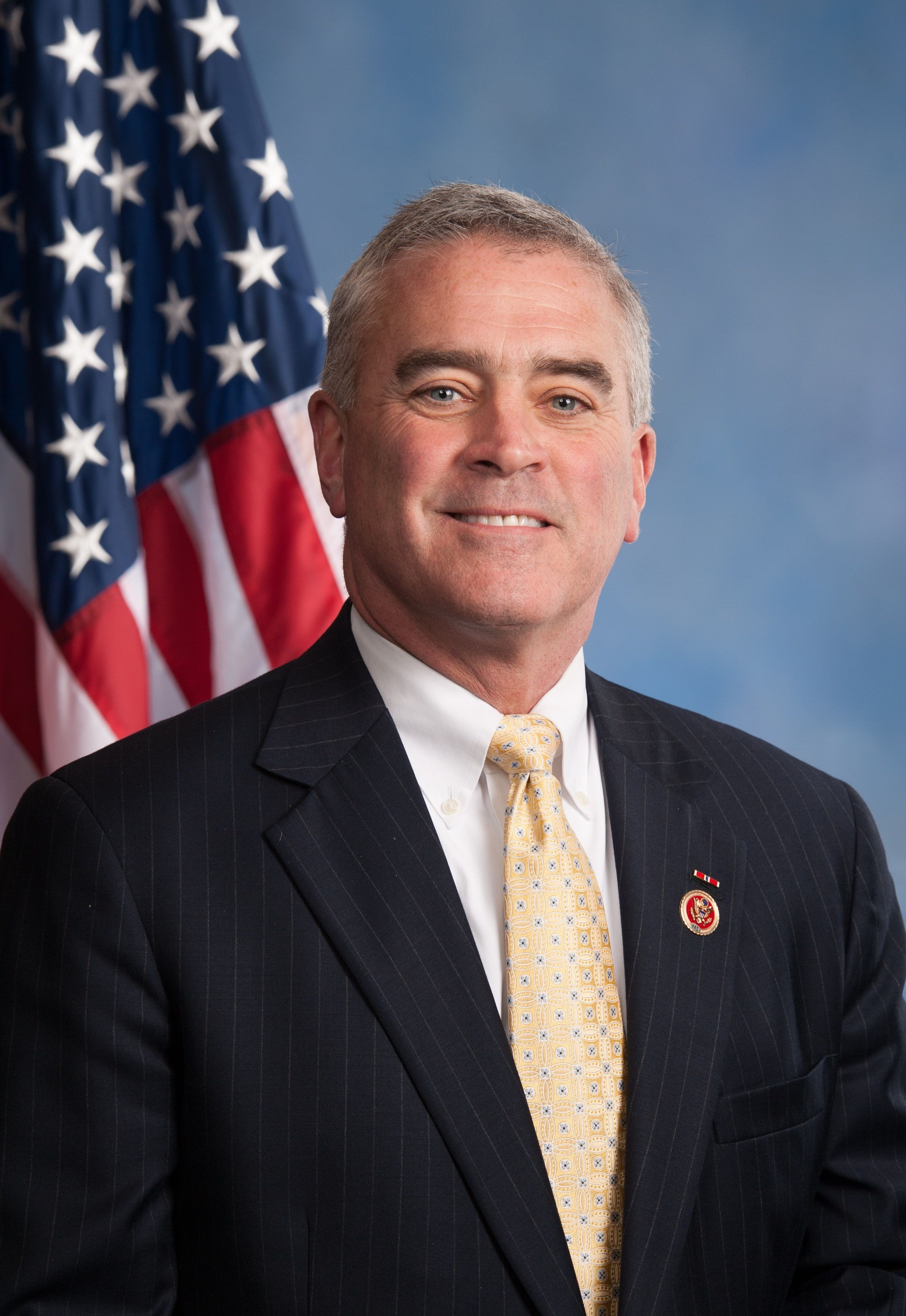
Brad Wenstrup

Brad Robert Wenstrup (* 17. Juni 1958 in Cincinnati, Ohio) ist ein US-amerikanischer Politiker. Seit 2013 vertritt er den Bundesstaat Ohio im US-Repräsentantenhaus.

## Werdegang
Brad Wenstrup besuchte bis 1976 die St. Xavier High School in Cincinnati und studierte danach bis 1980 an der University of Cincinnati Psychologie. Im Jahr 1985 absolvierte er das William M. Scholl College of Podiatric Medicine, wo er Biologie und Podiatrie studierte. Danach arbeitete er 25 Jahre lang in Cincinnati in diesem Fachgebiet als Arzt. Im Jahr 1998 trat er dem medizinischen Dienst der Army-Reserve bei. 2005 wurde er für ein Jahr als Oberstleutnant in den aktiven Militärdienst im Irak berufen. Dort war er in einem Militärkrankenhaus tätig. Für seine Verdienste während dieser Zeit erhielt er die Bronze Star Medal. Politisch wurde er Mitglied der Republikanischen Partei. 2009 kandidierte er erfolglos für das Amt des Bürgermeisters von Cincinnati.
Bei den Kongresswahlen des Jahres 2012 wurde Wenstrup im zweiten Wahlbezirk von Ohio mit 59 Prozent der Wählerstimmen in das US-Repräsentantenhaus in Washington, D.C. gewählt, wo er am 3. Januar 2013 die Nachfolge von Jean Schmidt antrat, die er in der Vorwahl seiner Partei geschlagen hatte. Nach bisher vier Wiederwahlen in den Jahren 2014 bis 2022 kann er sein Amt bis heute ausüben.  Im November 2023 erklärte er, zur nächsten Wahl nicht wieder anzutreten.  Seine Amtszeit endet zum Januar 2025. Wenstrup ist bzw. war Mitglied im Streitkräfteausschuss, im Veteranenausschuss und im Geheimdienstausschuss sowie in insgesamt sechs Unterausschüssen. Er wurde im Wahlkampf von 2012 von Mitgliedern der Tea-Party-Bewegung unterstützt.
Brad Wenstrup ist verheiratet und lebt in Cincinnati.